# Famille Brossolette
La famille Brossolette est une famille française originaire du Puy-de-Dôme, puis établie dans l'Aube à la fin du XVIIIe siècle et finalement Paris au début du XXe siècle.
Aujourd'hui elle compte encore de nombreux membres vivant dans l'Aube toujours dans les environs de Chessy-les-Prés où se sont installés à la veille de la Révolution Française deux demi-frères descendants de la famille Bressolettes, originaire de l'Auvergne et dont le patronyme est dérivé du hameau éponyme de Bressolettes situé à Saint-Alyre d'Arlanc, à 10 km de La Chaise-Dieu. Des parchemins de l'abbaye attestent l'existence de messires Robert et Durand de Bressolettes remontant à l'année de 1320. La famille de Bressolettes noue des alliances avec la noblesse locale mais semble avoir perdu l'usage de la particule lors de l'enquête de maintenue de noblesse de 1667. Bien plus tard, le nom a été changé en Brossolette lors des évènements de 1789.
Le fils cadet du résistant Pierre Brossolette mort en 1944, Claude Pierre-Brossolette (1928-2017), a été autorisé à changer son patronyme en Pierre-Brossolette par une ordonnance, homologuant un décret, transcrite le 17 septembre 1954. Dans le droit français, ce changement de nom correspond à un nouveau patronyme familial distinct qui est transmissible à ses descendants tels Sylvie Pierre-Brossolette, journaliste.
Le même cas de figure s'était déjà produit au XIXe siècle lorsque Louis-Joseph Brossollet, né Brossolette, effectue un changement de nom en 1823 et deviendra l'amiral Brossollet (et donc à prononcer le nom comme dans Berthollet), dont les descendants constituent également une nouvelle famille nombreuse liée aux Éditions Belin, dont plusieurs officiers et l'écrivaine Alice Ferney (nom de plume de Cécile Brossollet).

## Filiation relative à Pierre Brossolette
- François Polycarpe Brossolette (Chessy-les-Prés en 1828 - Chessy-les-Prés en 1892), cultivateur[2], épouse Marie Célestine Viaut.
  - Léon Brossolette (Chessy-les-Prés en 1858-1938)[3], inspecteur de l'enseignement primaire à Paris, ardent défenseur de l'enseignement laïque au début du XXe siècle), chevalier de l'ordre national de la Légion d'honneur. Il épouse à Lyon en 1896 Jeanne Vial[2], fille de Francisque Vial, directeur de l'enseignement secondaire.
    - Suzanne Brossolette (1898-1988) épouse Francis Bourgin (1888-1959)
    - Marianne Brossolette[3] (1897-1983) épouse René Ozouf (1889-1959), directeur d'école normale, inspecteur de l'enseignement primaire, dont:
      - Jacques Ozouf
      - Philippe Ozouf

    - Pierre Brossolette (1903-1944)[4],[5],  journaliste, homme politique et résistant. Il épouse Gilberte Bruel (1905-2004)[6],[2], résistante et femme politique.
      - Anne Brossolette (1927-2018)[4],[5] épouse Antonio Luiz Rodrigues da Silva Branco dont:
        - Isabelle Brossolette Branco
        - Michel-Pierre Brossolette Branco

      - Claude Pierre-Brossolette[7] (1928-2017)[8], haut fonctionnaire, banquier. Il épouse Sabine Goldet (1931-2017), dont:
        - Sylvie Pierre-Brossolette
        - Diane de Dampierre